# Leucoloma fuscifolium
Leucoloma fuscifolium är en bladmossart som beskrevs av Bescherelle 1880. Leucoloma fuscifolium ingår i släktet Leucoloma och familjen Dicranaceae. Inga underarter finns listade i Catalogue of Life.